# Leiophron bicolor
Leiophron bicolor är en stekelart som först beskrevs av Loan 1974.  Leiophron bicolor ingår i släktet Leiophron och familjen bracksteklar. Inga underarter finns listade i Catalogue of Life.